# 각운동량

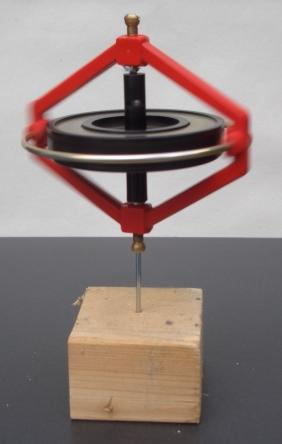
자이로스코프는 각운동량 때문에 회전하는 동안에 계속 위를 바라보게 된다.

각운동량(角運動量, angular momentum)은 물리학에서 어떤 원점에 대해 '회전하는 물체가 갖는 운동량'의 정도를 나타내는 벡터 물리량이다. 각운동량은 좌표의 원점을 어떻게 잡느냐에 따라 달라지기 때문에, 여러 각운동량을 다룰 때에는 둘을 합하거나 그에 관련한 연산을 하는 것이 물리학적으로 올바른 것인지 신중히 고려하며 사용해야 한다.
각운동량은 물리학뿐만 아니라 여러 공학 분야에서도 매우 중요한 개념이고, 응용분야 또한 매우 다양하다. 이렇게 각운동량이 중요하게 다루어지는 이유는 돌림힘이 작용하지 않으면 각운동량은 보존되는 양이 되기 때문이다. 뇌터의 정리에 의하면 각운동량의 보존은 공간의 회전대칭성 때문이다. 이러한 각운동량의 보존은 공학뿐만 아니라 여러 자연현상을 기술하는 데에도 유용하게 사용된다.

## 수학적 정의

회전계에서 힘 (F)과 돌림힘 (τ), 그리고 운동량 벡터들 (p 와 L)의 관계

어떤 원점에 대한 입자의 각운동량을 수학적으로 정의하면 다음과 같다.:
{\displaystyle \mathbf {L} =\mathbf {r} \times \mathbf {p} =\mathbf {r} \times m\mathbf {v} }
여기서
- {\displaystyle m} : 입자의 질량
- {\displaystyle \mathbf {L} } : 입자의 각운동량
- {\displaystyle \mathbf {p} } : 입자의 선운동량
- {\displaystyle \mathbf {r} } : 원점에서부터 입자까지의 위치벡터
- {\displaystyle \mathbf {v} } : 입자의 속도

이다. 물리계가 여러 입자로 구성되어 있을 때에는, 한 원점에 대한 총 각운동량은 각각의 각운동량을 더해서 구하거나,
{\displaystyle \mathbf {L} =\sum _{i}\mathbf {r} _{i}\times \mathbf {p} _{i}}
좀 더 복잡한 부피를 가지는 물체의 각운동량은 미소질량에 대해 각운동량을 적분하여 얻을 수 있다.
{\displaystyle \mathbf {L} =\int _{V}\mathbf {r} \times \mathbf {v} \,dm}
많은 경우, 고정된 특정한 한 축에 대한 각운동량만을 고려하기 때문에 각운동량을 3차원 벡터로 취급하지 않고 단순히 반시계방향의 회전은 양으로, 시계방향의 회전은 음으로 취급하여 스칼라로 놓기도 한다. 이렇게 할 때에는 벡터곱의 크기로 각운동량을 표기하게 된다.
{\displaystyle \mathbf {L} =|\mathbf {r} ||\mathbf {p} |\sin \theta }
여기서 {\displaystyle \theta }는 {\displaystyle \mathbf {r} }로부터 {\displaystyle \mathbf {p} }까지 재는 각도이다.

## 각운동량의 보존
각운동량을 시간에 대해 미분하면 돌림힘 {\displaystyle {\boldsymbol {\tau }}}
{\displaystyle {\begin{aligned}{d\mathbf {L}  \over dt}&=\left({d\mathbf {r}  \over dt}\times \mathbf {p} \right)+\left(\mathbf {r} \times {d\mathbf {p}  \over dt}\right)\\&=\left(\mathbf {v} \times m\mathbf {v} \right)+\left(\mathbf {r} \times \mathbf {F} \right)\\&={\boldsymbol {\tau }}\end{aligned}}}
가 된다. 만약 어떤 원점을 기준으로 계에 돌림힘이 작용하지 않으면
{\displaystyle {\frac {d\mathbf {L} }{dt}}=0}
{\displaystyle \mathbf {L} =\mathbf {C} }(상수벡터)
이 되어 각운동량이 보존되게 된다. 이를 각운동량 보존 법칙 또는 간단히 각운동량 보존(conservation of angular momentum)이라고 부른다.
각운동량 보존 법칙은 특히 중심력이 작용하는 운동을 분석하는 데 유용하게 쓰일 수 있다. 중심력이 작용하는 입자들의 운동에서 두 입자는 외부로부터의 영향에서 고립된 계를 이루고, 원점은 두 입자를 잇는 선 위의 한 점으로 잡는다. 서로 작용하는 힘의 방향이 언제나 원점에서 입자들까지의 위치벡터와 같은 방향이 되므로, 앞에서 잡은 원점을 기준으로 한 알짜 토크는 언제나 0이 된다. 따라서, 각운동량은 보존된다. 일정한 각운동량을 갖는 이와 같은 경우는 행성, 위성, 보어의 원자모형등의 분석에 유용하게 사용된다.

## 관성 모멘트와 각운동량
관성 모멘트와 각운동량 사이에는 질량과 운동량사이의 관계
{\displaystyle \mathbf {p} =m\mathbf {v} }
와 유사하게
{\displaystyle \mathbf {L} =I{\boldsymbol {\omega }}}
꼴의 식이 있다. 경우에 따라 스칼라 관성모멘트 {\displaystyle I}나 관성텐서 {\displaystyle \mathbf {I} }중 하나를 사용한다.

### 회전축이 변하지 않는 경우
회전축이 변하지 않는 경우에 각운동량은 간단히 스칼라 관성모멘트 {\displaystyle I}와 각속도 {\displaystyle \mathbf {\omega } }의 곱으로 쓰일 수 있다.
{\displaystyle \mathbf {L} =I{\boldsymbol {\omega }}}
위 식은 스칼라 관성 모멘트의 정의
{\displaystyle I=m|\mathbf {r} |^{2}}
와 각속도의 공식 ({\displaystyle \mathbf {\omega } }와 {\displaystyle \mathbf {r} }이 수직일 때만 성립.)
{\displaystyle \mathbf {\omega } ={\frac {\mathbf {r} \times \mathbf {v} }{|\mathbf {r} |^{2}}}}
을 사용하여 각운동량의 정의로부터 간단히 유도할 수 있다.
{\displaystyle {\begin{aligned}\mathbf {L} &=\mathbf {r} \times m\mathbf {v} \\&=\left(m|\mathbf {r} |^{2}\right)\cdot \left({\frac {\mathbf {r} \times \mathbf {v} }{|\mathbf {r} |^{2}}}\right)\\&=I{\boldsymbol {\omega }}\end{aligned}}}
여기서는 입자 하나에 대해서만 유도를 하였지만, 일반적인 경우에도 관성모멘트와 각운동량 사이에는 이와 같은 관계가 성립한다.

### 일반적인 경우
회전축도 변하는 일반적인 회전의 경우, 각운동량과 각속도벡터는 평행하지 않다. 때문에 스칼라 관성모멘트를 사용한 식이 성립하지 않고, 좀 더 일반적인 식인 관성텐서 {\displaystyle \mathbf {I} }를 사용한 아래의 식을 사용한다.
{\displaystyle \mathbf {L} =\mathbf {I} \cdot {\boldsymbol {\omega }}}
관성텐서의 각 성분 {\displaystyle I_{ij}}은 다음과 같이 정의된다.
{\displaystyle I_{ij}=m\left(|\mathbf {r} |^{2}\delta _{ij}-r_{i}r_{j}\right)}
이와 속도와 각속도의 일반적 관계
{\displaystyle \mathbf {v} ={\boldsymbol {\omega }}\times \mathbf {r} }
를 사용하면 각운동량과 관성텐서 사이의 관계를 유도할 수 있다. 각운동량의 정의에 이를 대입하면,
{\displaystyle {\begin{aligned}\mathbf {L} &=\mathbf {r} \times m\mathbf {v} \\&=m\mathbf {r} \times \left({\boldsymbol {\omega }}\times \mathbf {r} \right)\\\end{aligned}}}
를 얻고, 여기서 삼중곱을 전개하면 아래와 같은 식을 얻는다.
{\displaystyle \mathbf {L} =m\left[{\boldsymbol {\omega }}|\mathbf {r} |^{2}-\mathbf {r} (\mathbf {r} \cdot {\boldsymbol {\omega }})\right]}
이제, {\displaystyle \mathbf {L} }을 성분 {\displaystyle L_{i}}로 표현해 {\displaystyle {\boldsymbol {\omega }}}를 분리한다.
{\displaystyle {\begin{aligned}L_{i}&=m\left[\omega _{i}|\mathbf {r} |^{2}-r_{i}r_{j}\omega _{j})\right]\\&=\sum _{j}m\left[|\mathbf {r} |^{2}\delta _{ij}-r_{i}r_{j})\right]\omega _{j}\end{aligned}}}
관성텐서의 정의를 대입하면,
{\displaystyle L_{i}=\sum _{j}I_{ij}\omega _{j}\,}
가 되어 맨 처음 식이 성립함을 확인할 수 있다.

## 양자역학에서의 각운동량
고전적인 각운동량에 대응하는 양자역학적 관측 가능량은 궤도 각운동량 {\displaystyle \mathbf {L} }이다. 다른 양자역학적 관측 가능량과 마찬가지로, 궤도 각운동량의 값은 디랙 상수 {\displaystyle \hbar }의 정수 또는 반정수(half-integer)배로 양자화된다. 뿐만 아니라, 양자역학에는 고전적으로 존재할 수 없는 각운동량 항이 존재하는데, 이를 스핀 {\displaystyle \mathbf {S} }라고 한다.

## 같이 보기
- 관성 모멘트
- 운동량
- 일반화 운동량
- 스핀
- 각운동량 결합